# Coja (título)
Coja é um título honorífico usado em todo o Oriente Médio, Sul da Ásia, Sudeste Asiático e Ásia Central, especialmente para professores sufis. Também é usado por muçulmanos da Caxemira e os judeus mizrahim — particularmente judeus persas e judeus bagdadis. A palavra vem do iraniano khwāja (persa clássico; dari khājah; tajique khoja). No persa, o título pode ser traduzido como 'Mestre'. Há ainda as grafias hodja/hoca (turco), hodža (bósnio), hoxha (albanês), хоџа (sérvio), χότζας (chótzas) (grego), hogea (romeno), hodzsa/hodsa (húngaro), koja (javanês). O nome também é usado no Sudão para indicar uma pessoa com nacionalidade estrangeira.